# Rustenburg-Oostbroek

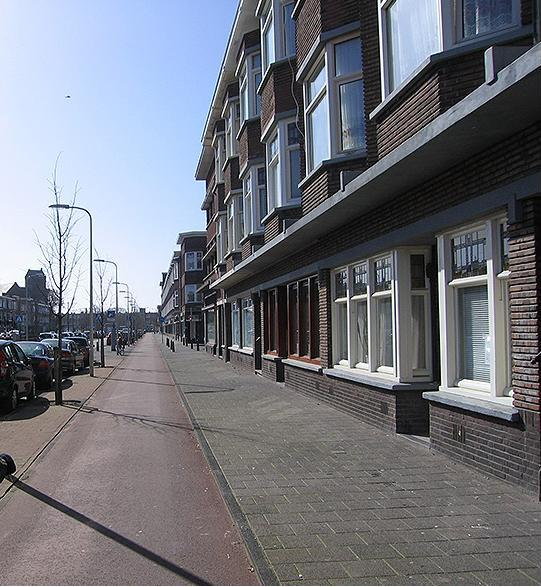
Apeldoornselaan, met portiekwoningen die typisch zijn voor deze wijk

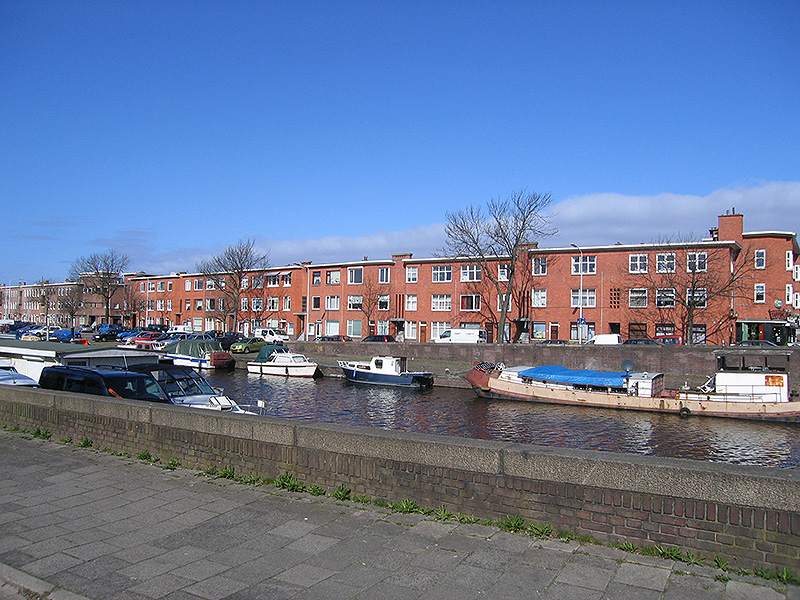
Soestdijksekade, eveneens met portiekwoningen maar ook met de kenmerkende, nog weinige in Den Haag overgebleven, woonboten

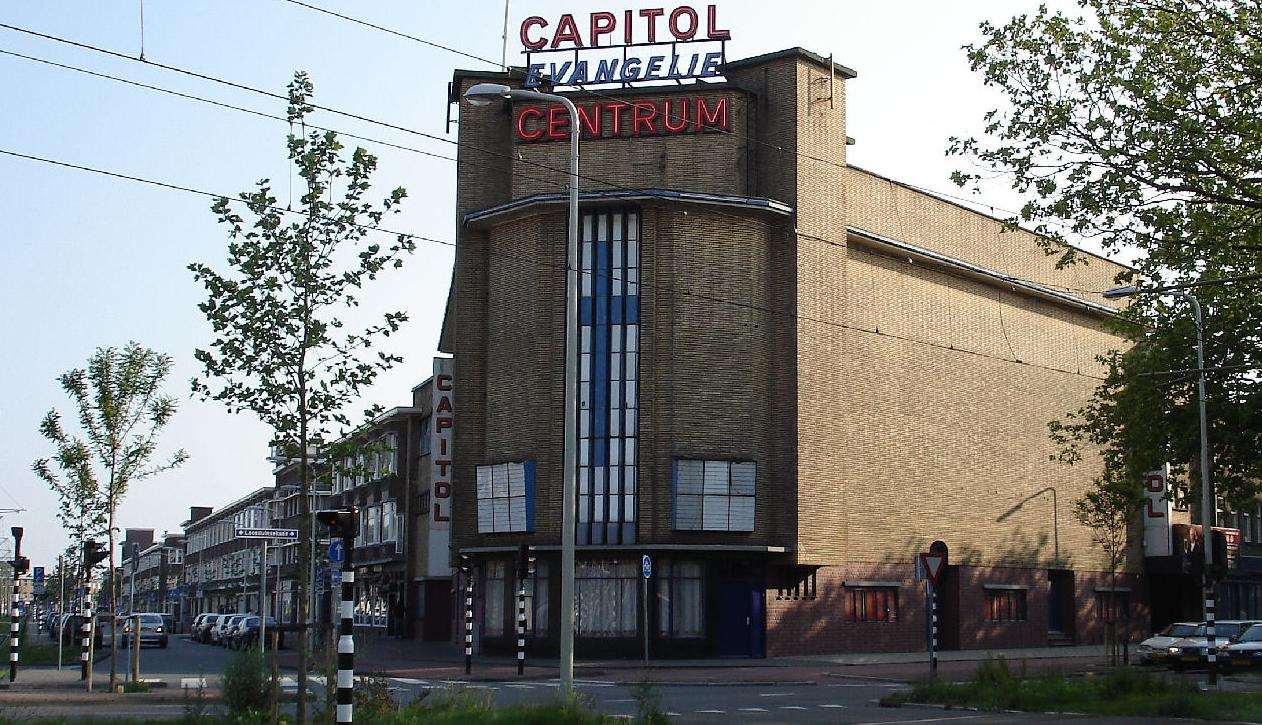
Loosduinsekade, het Capitol-centrum van Johan Maasbach in het gebouw van de voormalige wijkbioscoop waarnaar het vernoemd is

Rustenburg-Oostbroek (informeel ook wel Rustenburg en Oostbroek) is een wijk in het Haagse stadsdeel Escamp.
De wijk wordt begrensd door de Soestdijksekade, de De La Reyweg en Loosduinsekade, en heeft ruim 19.066 inwoners.
De wijk grenst aan de wijken Zuiderpark, Leyenburg, Valkenboskwartier en Heesterbuurt en Transvaalkwartier.

## Geschiedenis
De wijk Rustenburg-Oostbroek maakte deel uit van de voormalige Oost-Escamppolder die weer onderdeel was van de later opgeheven gemeente Loosduinen. De Oost-Escamppolder is tot in de jaren twintig van de 20ste eeuw gebruikt als weideland en tuinbouwgebied. De belangrijkste bebouwing bestond toentertijd uit de buitenplaats Rustenburg en de boerderij Oostbroek, vandaar de naam van de wijk. Bij een grenswijziging met Loosduinen in 1902 werd het gebied door de gemeente Den Haag geannexeerd. De wijk Rustenburg en Oostbroek is gebouwd tussen 1920 en 1940. De inrichting van de wijk is beïnvloed door architect en stedenbouwkundige Berlage.

## Karakter van de wijk
De woningvoorraad bestaat vooral uit eengezinswoningen en portiekwoningen, het betreft hoofdzakelijk koopwoningen (80%). Er wordt ook wel gehuurd, maar dan van particuliere eigenaren. De wijk werd gebouwd voor de wat beter gesitueerde arbeidersklasse; tegenwoordig is Rustenburg-Oostbroek een multiculturele wijk, bestaande uit de buurten Rustenburg en Oostbroek. Stedenbouwkundig verschillen Rustenburg en Oostbroek van elkaar, Rustenburg is wat meer divers dan Oostbroek.
De buurt Rustenburg is op haar beurt weer te verdelen in twee (deel)buurten (noord en zuid) die elk een eigen karakter hebben. Het noordelijke deel van Rustenburg bestaat uit portiekflats van drie bouwlagen, verschillend vormgegeven binnenpleintjes met daaromheen bebouwing van een of twee bouwlagen, een sportterrein omringd door scholen en een badhuis. Het zuidelijk deel heeft een meer formele en monumentale structuur met portiekflats van twee of drie woonlagen en eengezinswoningen.
De buurt Oostbroek wordt ook doorgaans onderverdeeld in Oostbroek-Noord en Oostbroek-Zuid. Oostbroek is echter stedenbouwkundig en architectonisch uniformer dan Rustenburg. In de binnen gebieden van Oostbroek zijn op Berlagiaanse wijze accenten aangebracht in de vorm van pleintjes, verbredingen en middenperken. Vrijwel alle bebouwing in Oostbroek bestaat uit portiekflats van drie bouwlagen.
In 2000 is een wijkplan opgesteld, in de wijk zal geen sloop plaatsvinden. De gemeente en bewoners richten zich op het opknappen van de wijk onder andere door de openbare ruimte aan te pakken, de parkeerproblemen op te lossen en het woningonderhoud te verbeteren. De openbare ruimte en parkeerplekken zijn in handen van de gemeente, maar de woningen in de wijk zijn echter meestal particulier eigendom. Ondanks de wens van de bewoners om niet te slopen, worden hier en daar oudere huurwoningen gesloopt en vervangen door duurdere huurwoningen en koophuizen. Zo sloopte woningbouwcorporatie Vestia in 2006 met de sloop van 106 woningen aan de Vlasakkersstraat en de Kortenhoefsestraat in Rustenburg, hiervoor kwamen 41 huurwoningen terug. De overige woningen waren bedoeld voor de verkoop. De woningen werden wel in de stijl van de wijk gebouwd.
De centrale winkelstraten zijn de Dierenselaan en de Apeldoornselaan. Door de Dierenselaan rijdt tram 6 en voor een deel ook RR 4. Aan de rand van de wijk, aan de Loosduinsekade, neemt de religieuze beweging van Johan Maasbach een markante plaats in. De kerk van Maasbach is gevestigd in het gebouw Capitol, een voormalige bioscoop, die evenals het tegenoverliggende gemeenschapshuis gebouwd is in een opvallende jaren-dertig-architectuur.

## Bevolkingssamenstelling
Rustenburg-Oostbroek telde in december 2021 19.066 inwoners. Het is een multiculturele wijk: in 2021 was 31,2 procent van de bevolking autochtoon en 68,8 procent allochtoon. In de wijk wonen weinig ouderen: in 2021 was 8,2% van de inwoners ouder dan 65 jaar. Er zijn veel eenpersoonshuishoudens in de wijk: 44,3 procent van de inwoners is alleenstaand. 9,2 procent van de huishoudens bestaat uit eenoudergezinnen, 24,8 procent is samenwonend/getrouwd zonder kinderen en 21,7 procent samenwonend/getrouwd met kinderen.
Hieronder een overzicht van de etnische groepen in Rustenburg en Oostbroek per december 2021:
| Groep                             | %    | aantal |
| --------------------------------- | ---- | ------ |
| Nederlanders                      | 31,2 | 5944   |
| Turken                            | 10,7 | 2045   |
| Surinamers                        | 10,4 | 1980   |
| Marokkanen                        | 2,7  | 510    |
| Oost-Europeanen                   | 21,0 | 4008   |
| Antillianen                       | 2,2  | 427    |
| overige niet-Westerse allochtonen | 10,3 | 1964   |
| overige Westerse allochtonen      | 32,5 | 6196   |

## Vervoer
In 1882 opende de WSM een stoomtramlijn van Loosduinen naar Den Haag Lijnbaan. Dat was de eerste tramlijn in dit gebied. In 1932 werd deze lijn teruggetrokken tot Loosduinen. In 1983 ging tramlijn 2 ongeveer dezelfde route volgen, langs de Loosduinse vaart.
In 1932 is lijn 6 de eerste elektrische tramlijn in het gebied, tot aan de Soestdijksekade. In 1956 verlengd naar keerlus Monnickendamplein. Daarna is de lijn nog diverse keren verlengd aan beide kanten. In 2007 is RandstadRail 4 erbij gekomen.